# Organisation caraïbe des peuples indigènes
 (décembre 2017).
Si vous disposez d'ouvrages ou d'articles de référence ou si vous connaissez des sites web de qualité traitant du thème abordé ici, merci de compléter l'article en donnant les références utiles à sa vérifiabilité et en les liant à la section « Notes et références ».
L'Organisation caraïbe des peuples indigènes (Caribbean Organization of Indigenous Peoples, COIP) a été créée en 1987. Ses pays membres sont Belize, la Dominique, le Guyana, Porto Rico, Saint-Vincent-et-les-Grenadines, le Suriname, et Trinité-et-Tobago. La représentation de l'organisation est tournante, avec un roulement de trois années.